# Fyodor Shutkov
Fyodor Shutkov (em russo:  Фёдор Васильевич Шутков; 15 de fevereiro de 1924 — 18 de dezembro de 2001) foi um velejador soviético, campeão olímpico.

## Carreira
Shutkov consagrou-se campeão olímpico ao vencer a série de regatas da classe Star nos Jogos Olímpicos de Verão de 1960 em Roma ao lado de Timir Pinegin.